# مانجيموب
مانجيموب هي بلدة، في أستراليا، تقع في أستراليا الغربية، بلغ عدد سكانها 4,349  نسمة وذلك حسب إحصائيات سنة 2016، رمزها البريدي هو 6258.

## المناخ
يظهر الجدول التالي التغييرات المناخية على مدار السنة لمانجيموب:
| البيانات المناخية لـمانجيموب                          | البيانات المناخية لـمانجيموب | البيانات المناخية لـمانجيموب | البيانات المناخية لـمانجيموب | البيانات المناخية لـمانجيموب | البيانات المناخية لـمانجيموب | البيانات المناخية لـمانجيموب | البيانات المناخية لـمانجيموب | البيانات المناخية لـمانجيموب | البيانات المناخية لـمانجيموب | البيانات المناخية لـمانجيموب | البيانات المناخية لـمانجيموب | البيانات المناخية لـمانجيموب | البيانات المناخية لـمانجيموب |
| الشهر                                                 | يناير                        | فبراير                       | مارس                         | أبريل                        | مايو                         | يونيو                        | يوليو                        | أغسطس                        | سبتمبر                       | أكتوبر                       | نوفمبر                       | ديسمبر                       | المعدل السنوي                |
| ----------------------------------------------------- | ---------------------------- | ---------------------------- | ---------------------------- | ---------------------------- | ---------------------------- | ---------------------------- | ---------------------------- | ---------------------------- | ---------------------------- | ---------------------------- | ---------------------------- | ---------------------------- | ---------------------------- |
| الدرجة القصوى °م (°ف)                                 | 42.7 (108.9)                 | 41.6 (106.9)                 | 41.2 (106.2)                 | 34.4 (93.9)                  | 29.2 (84.6)                  | 22.9 (73.2)                  | 21.6 (70.9)                  | 24.6 (76.3)                  | 30.4 (86.7)                  | 33.3 (91.9)                  | 38.7 (101.7)                 | 41.1 (106.0)                 | 42.7 (108.9)                 |
| متوسط درجة الحرارة الكبرى °م (°ف)                     | 27.2 (81.0)                  | 27.1 (80.8)                  | 24.2 (75.6)                  | 21.1 (70.0)                  | 17.7 (63.9)                  | 15.4 (59.7)                  | 14.4 (57.9)                  | 15.1 (59.2)                  | 16.5 (61.7)                  | 18.9 (66.0)                  | 22.0 (71.6)                  | 24.9 (76.8)                  | 20.4 (68.7)                  |
| متوسط درجة الحرارة الصغرى °م (°ف)                     | 13.1 (55.6)                  | 13.4 (56.1)                  | 12.5 (54.5)                  | 10.8 (51.4)                  | 8.9 (48.0)                   | 7.5 (45.5)                   | 6.4 (43.5)                   | 6.5 (43.7)                   | 7.2 (45.0)                   | 8.3 (46.9)                   | 10.1 (50.2)                  | 11.7 (53.1)                  | 9.7 (49.5)                   |
| أدنى درجة حرارة °م (°ف)                               | 6.0 (42.8)                   | 5.6 (42.1)                   | 3.3 (37.9)                   | 1.6 (34.9)                   | −0.6 (30.9)                  | 0.2 (32.4)                   | −0.6 (30.9)                  | 0.0 (32.0)                   | 0.6 (33.1)                   | 0.1 (32.2)                   | 2.3 (36.1)                   | 4.4 (39.9)                   | −0.6 (30.9)                  |
| الهطول مم (إنش)                                       | 20.0 (0.79)                  | 18.6 (0.73)                  | 29.9 (1.18)                  | 59.5 (2.34)                  | 129.2 (5.09)                 | 161.6 (6.36)                 | 174.1 (6.85)                 | 145.0 (5.71)                 | 108.9 (4.29)                 | 75.1 (2.96)                  | 46.1 (1.81)                  | 25.3 (1.00)                  | 994.2 (39.14)                |
| متوسط أيام هطول الأمطار                               | 5.9                          | 5.9                          | 7.6                          | 11.6                         | 17.6                         | 20.1                         | 22.3                         | 21.0                         | 17.7                         | 15.1                         | 10.5                         | 7.3                          | 162.6                        |
| Average afternoon رطوبة نسبية (%) (at {{{time day}}}) | 43                           | 44                           | 48                           | 58                           | 65                           | 71                           | 71                           | 68                           | 64                           | 57                           | 51                           | 47                           | 57                           |
| المصدر:                                               |                              |                              |                              |                              |                              |                              |                              |                              |                              |                              |                              |                              |                              |